# Ibéris intermédiaire
Sous-espèce
L'Ibéris intermédiaire (Iberis linifolia subsp. intermedia syn. Iberis linifolia subsp. linifolia, Iberis intermedia) est une sous-espèce, ou, selon les classifications, une espèce à part entière de plantes à fleurs de la famille des Brassicaceae (Cruciferae) et du genre Iberis, endémique de France.

## Description

### Appareil végétatif
C'est une plante bisannuelle, glabre ; la tige est longue de 20–60 cm, dressée, rameuse au sommet ; les feuilles radicales sont un peu dentées, les caulinaires linéaires lancéolées ou linéaires, entières, éparses.

### Appareil reproducteur
Les fleurs sont blanches ou purpurines, assez grandes ; la grappe fructifère est courte, assez dense, à pédicelles étalés ; les silicules sont ovales, ailées dès la base, non ou peu rétrécies au sommet, à lobes divergents ; le style est un peu plus court ou plus long que les lobes. La plante est polymorphe et chaméphyte. La floraison a lieu de mai à octobre.

### Confusions possibles
La forme de la silique est déterminante dans l'identification de la plante.

## Habitat et répartition
Cette plante rare se retrouve dans la partie Est de la France, poussant dans les rocailles calcaires, les corniches rocailleuses, éboulis mobiles, coteaux boisés et adret, pelouses sèches, exclusivement sur sol calcaire.

## Métallophyte
Cette espèce s'est montrée dans le sud de la France capable de concentrer d'étonnantes quantité de thallium (TL, le métal lourd le plus toxique, plus toxique que le plomb, le mercure ou le cadmium) sans en mourir, ce qui la rend possiblement intéressante pour le phytominage et/ou la phytoremédiation de sols pollués ou naturellement contaminés par le thallium.
Dans le sud de la France, dans la matière sèche de la plante entière, on a relevé dans cette plante jusqu'à 0,4 % de Tl (4 000 mg/kg). Il a été calculé qu'un rendement net de 1 200 $ US/ha (deux fois le rendement d'une culture de blé) est possible avec un rendement de dix tonnes de biomasse récoltée par hectare contenant 0,08 % de Tl en matière sèche. Pour une exploitation phytominière rentable, il faudrait récolter 170 mg/kg (0,017 %) Tl de matière sèche pour atteindre un seuil de rentabilité (rendement net de 500 $ US/ha).

## Menaces et conservation
L'Ibéris intermédiaire semble avoir des populations assez stables, sa vulnérabilité étant principalement liée à une aire de répartition limitée et morcelée. C'est une plante pionnière, de milieux ouverts, souvent abrupts, pouvant être menacée par la fermeture des milieux et par le développement des activités de loisir en plein air (escalade, randonnée). Il n'y a cependant pas de menaces à court terme. Cette espèce persiste souvent dans les micro-clairières des bois sur éboulis en adret.
La plante est « en danger critique d'extinction » (CR) en Haute Normandie, et « en danger » (EN) en Bourgogne, Lorraine et Rhône-Alpes.

## Taxonomie
Le botaniste français Louis Benoît Guersant a décrit cette plante en premier en 1803 en la nommant Iberis intermedia (basionyme). Le nom correct pour désigner cette plante ne fait aujourd'hui pas l'unanimité, il existe de nombreux synonymes.
La systématique pour cette espèce est assez compliquée et parfois douteuse : I. linifolia subsp. intermedia regroupe en fait les anciennes sous espèces I. intermedia subsp durandii et subsp contegiani décrites dans la Flore de Rouy. Les autres sous espèces anciennement décrites sous les nomenclatures I. intermedia ne sont pas incluses dans le même taxon. La détermination de cette sous-espèce polymorphe est basée sur la forme de la silique.

### Étymologie
Le nom générique Iberis est d'origine grecque (Ιβηρις) ; il était déjà donné à une plante par Pline l'Ancien. Mais Carl von Linné aurait ainsi nommé le genre Iberis car certaines de ses espèces sont indigènes en Espagne, c'est-à-dire en Hispanie des Romains que les Grecs anciens nommaient Ιβηρια (Iberia).
Le nom spécifique linifolia vient de la forme de ses feuilles qui ressemblent à celle du Lin cultivé (Linum usitatissimum).
Intermedia en latin signifie « intermédiaire ».

### Synonymes
Selon l'INPN (2 décembre 2020) :
Nom correct : Iberis intermedia Guers., 1803
Synonymes :
- Iberis linifolia subsp. intermedia (Guers.) Kerguélen, 1993
- Iberis linifolia sensu P.Silva, 1993 non L., 1759
- Iberis soyeri subsp. intermedia (Guers.) Bonnier & Layens, 1894

Selon Plants of the World online (POWO) (2 décembre 2020) :
Nom correct : Iberis linifolia subsp. intermedia (Guers.) Kerguélen
Synonymes :
- Biauricula intermedia (Guers.) Lunell
- Iberis intermedia Guers.

Selon Catalogue of Life (2 décembre 2020) :
Nom correct : Iberis linifolia subsp. linifolia
Synonymes :
- Biauricula dunalii Bubani
- Iberis boppardiensis Jord.
- Iberis contejeanii Billot
- Iberis divaricata Tausch
- Iberis dunalii (Bubani) Cadevall
- Iberis intermedia Guers.
- Iberis intermedia subsp. beugesiaca J.M. Tison
- Iberis intermedia subsp. prostii (Soy.-Will. ex Godr.) Rouy & Foucaud
- Iberis intermedia subsp. timeroyi (Jord.) Rouy & Foucaud
- Iberis linifolia subsp. dunalii (Bubani) Valdés
- Iberis linifolia subsp. prostii (Soy.-Will. ex Godr.) Moreno
- Iberis linifolia subsp. timeroyi (Jord.) Moreno
- Iberis prostii Soy.-Will. ex Godr. (synonyme)
- Iberis timeroyi Jord.

### Sous-espèces et variétés
Selon l'INPN (2 décembre 2020) :
- Sous-Espèce : Iberis intermedia Guers., 1803 subsp. intermedia
  - Variété : Iberis intermedia var. collina (Jord.) B.Bock, 2012
  - Variété : Iberis intermedia var. contejanii (Billot) B.Bock, 2012
  - Variété : Iberis intermedia var. delphinensis (Jord.) B.Bock, 2012
  - Variété : Iberis intermedia var. durandii (Lorey & Duret) B.Bock, 2012
  - Variété : Iberis intermedia var. lamottei (Jord.) Rouy & Foucaud, 1895
  - Variété : Iberis intermedia var. maialis (Jord.) Rouy & Foucaud, 1895
  - Variété : Iberis intermedia var. polita (Jord.) Rouy & Foucaud, 1895
  - Variété : Iberis intermedia var. villarsii (Jord.) B.Bock, 2012
- Sous-Espèce : Iberis intermedia subsp. beugesiaca J.-M.Tison, 2003
- Sous-Espèce : Iberis intermedia subsp. violletii (Soy.-Will. ex Godr.) Rouy & Foucaud, 1895